# Liliane Parrela
Liliane Cristina Barbosa Fernandes Parrela (* 8. Oktober 1987 in Presidente Prudente) ist eine brasilianische Hürdenläuferin, die sich auf die 400-Meter-Distanz spezialisiert hat.

## Sportliche Laufbahn
Erste internationale Erfahrungen sammelte Liliane Parrela im Jahr 2010, als sie bei den Ibero-Amerikanischen Meisterschaften in San Fernando in 59,46 s den sechsten Platz über 400 m Hürden belegte. 2013 siegte sie in 58,03 s bei den Südamerikameisterschaften in Cartagena und siegte dort in 3:35,37 min gemeinsam mit Joelma Sousa, Evelyn dos Santos und Jaílma de Lima in der 4-mal-400-Meter-Staffel. Im Jahr darauf nahm sie an den Südamerikaspielen in Santiago de Chile teil und sicherte sich dort in 59,51 s die Bronzemedaille über die Hürden hinter der Uruguayerin Déborah Rodríguez und Javiera Errázuriz aus Chile. Zudem gewann sie in 3:35,07 min gemeinsam mit Joelma Sousa, Wanessa Zavolski und Geisa Aparecida Coutinho die Goldmedaille im Staffelbewerb und stellte damit einen neuen Spielerekord auf. Anschließend belegte sie bei den World Relays auf den Bahamas in 3:31,59 min den achten Platz in der 4-mal-400-Meter-Staffel. Im August belegte sie zudem in 61,86 s den fünften Platz über 400 m Hürden bei den Ibero-Amerikanischen Meisterschaften in São Paulo. Bei den IAAF World Relays 2015 in Nassau wurde sie in 3:31,30 min erneut Achte und anschließend gewann sie bei den Südamerikameisterschaften in Lima in 58,44 s die Bronzemedaille über 400 m Hürden hinter Déborah Rodríguez und der Venezolanerin Magdalena Mendoza und auch im 400-Meter-Lauf sicherte sie sich in 54,53 s die Bronzemedaille hinter ihrer Landsfrau Geisa Aparecida Coutinho und Nercely Soto aus Venezuela. Zudem verteidigte sie im Staffelbewerb mit 3:34,51 min gemeinsam mit Vanusa dos Santos, Joelma Sousa und Jaílma de Lima ihren Titel. Ende Juli startete sie mit der Staffel bei den Panamerikanischen Spielen in Toronto und schied dort mit 3:34,97 min im Vorlauf aus. Im Jahr darauf gewann sie bei den Ibero-Amerikanischen Meisterschaften in Rio de Janeiro in 58,42 s die Bronzemedaille über 400 m Hürden hinter Déborah Rodríguez und der Panamaerin Gianna Woodruff.
Nach zahlreichen wenig erfolgreichen Jahren gewann Parrela 2022 in 55,37 s die Silbermedaille über 400 m bei den Hallensüdamerikameisterschaften in Cochabamba hinter ihrer Landsfrau Tábata de Carvalho. Im Mai belegte sie bei den Ibero-Amerikanischen Meisterschaften in La Nucia in 57,77 s den siebten Platz über 400 m Hürden und gewann mit der 4-mal-400-Meter-Staffel in 3:32,50 min die Silbermedaille hinter dem spanischen Team. Im Oktober nahm sie an den Südamerikaspielen in Asunción teil und gewann dort in 57,92 s die Bronzemedaille über die Hürden hinter der Kolumbianerin Valeria Cabezas und ihrer Landsfrau Chayenne da Silva. Zudem sicherte sie sich in 3:35,61 min gemeinsam mit Maria de Sena, Tiffani Marinho und Tábata de Carvalho die Silbermedaille hinter dem kolumbianischen Team.
In den Jahren 2013 und 2021 wurde Parrela brasilianische Meisterin im 400-Meter-Hürdenlauf sowie von 2012 bis 2014 auch in der 4-mal-400-Meter-Staffel.

## Persönliche Bestzeiten
- 400 Meter: 52,55 s, 12. Mai 2013 in Belém
  - 400 Meter (Halle): 55,37 s, 20. Februar 2022 in Cochabamba
- 400 m Hürden: 56,30 s, 13. Juni 2021 in São Paulo